# سلسلة جبال ديماندا
سلسلة جبال ديماندا، والمعروفة أيضًا باسم فضاء جبال ديماندا الطبيعي، هي سلسلة جبلية تتكون من ثلاثة مجموعات جبلية تقع في الطرف الشمالي الغربي من سلسلة جبال إيبيريا: جبال سان مييان، ومنسيلا، ونايلا. تقع في الحافة الجنوبية الشرقية لمُقاطعة بورجس وتحدها مُقاطعات لا ريوخا وسوريا. تبلغ مساحتها 81,270 هكتار.